# Chondrilla brevirostris
Chondrilla brevirostris là một loài thực vật có hoa trong họ Cúc. Loài này được Fisch. & C.A.Mey. mô tả khoa học đầu tiên năm 1837.